# Morden (Manitoba)
Morden – miasto w kanadyjskiej prowincji Manitoba, liczące 6571 mieszkańców (2006). Założone w roku 1882 w związku z budową Kolei Transkanadyjskiej jako Cheval.
W Morden urodzili się Loreena McKennitt (muzyk), Chay Genoway (hokeista).